# Bầu cử Hội đồng Bảo an Liên Hợp Quốc 2006
Bầu cử Hội đồng Bảo an Liên Hợp Quốc năm 2006 được tổ chức vào ngày 16/10 – 7/11/2006 trong phiên họp thứ 61 của Đại hội đồng Liên Hợp Quốc, được tổ chức tại Trụ sở Liên Hợp Quốc tại Thành phố New York. Cuộc bầu cử dành lấy năm ghế không thường trực trong Hội đồng Bảo an Liên Hợp Quốc cho các nhiệm kỳ hai năm bắt đầu vào ngày 1 tháng 1 năm 2007.
Theo các quy tắc luân chuyển của Hội đồng Bảo an, theo đó mười ghế không thường trực Hội đồng Bảo an được luân chuyển giữa các khối khu vực khác nhau mà các quốc gia thành viên LHQ thường tự phân chia cho mục đích bỏ phiếu và đại diện, năm ghế được phân bổ như sau:
- Một cho Châu Phi
- Một cho Khối Châu Á - Thái Bình Dương[1]
- Một cho Mỹ Latinh và Caribbean
- Hai cho Tây Âu và những quốc gia khác

Trong khi ba ghế được bỏ phiếu đầu tiên không gây tranh cãi và thậm chí một ghế tranh cử đã được giải quyết trong một vòng, cuộc bỏ phiếu cho một ghế nhóm Mỹ Latinh và Caribbean đã diễn ra trong 48 vòng bỏ phiếu gần như chưa từng có diễn ra trong ba tuần. Trong 5 ngày bỏ phiếu, Đại hội đồng đã không thể quyết định giữa Guatemala và Venezuela, và vấn đề chỉ được giải quyết khi cả hai nước đồng ý rút lui không ứng cử và thay vào đó đề cử Panama.
Kết quả cuối cùng của cuộc bầu cử là Bỉ, Indonesia, Ý, Panama và Nam Phi đã được bầu để phục vụ trong Hội đồng Bảo an cho giai đoạn 2007-2008.

## Cơ chế bỏ phiếu
Để giành được một ghế, một thành viên ứng cử phải nhận được phiếu bầu hợp lệ của 2/3 số quốc gia thành viên có mặt và bỏ phiếu. Phiếu bầu được lấy bằng cách bỏ phiếu kín, với 192 quốc gia thành viên của Liên Hợp Quốc được phân bổ một phiếu, và được tiến hành bỏ phiếu ngay cả trong trường hợp chỉ có một ứng cử viên.
Nếu một khối đề xuất nhiều hơn một ứng cử viên, nhưng sau nhiều vòng bỏ phiếu, Đại hội đồng không thể quyết định, phiếu bầu sẽ được mở cho tất cả các quốc gia thành viên khác của khối. Việc bỏ phiếu sau đó tiếp tục trong các nhóm gồm 3 vòng bỏ phiếu "hạn chế" và "không hạn chế" cho đến khi một người chiến thắng xuất hiện.

## Nhóm Châu Phi
Nam Phi, là quốc gia ứng cứ duy nhất của nhóm quốc gia Châu Phi, và đã được 186 phiếu. Nhiệm kỳ 2007–2008 là lần đầu tiên Nam Phi có ghế trong Hội đồng Bảo an.

## Nhóm Châu Á
Nhóm Châu Á gồm 2 ứng viên: Indonesia được 158 phiếu và Nepal được 28 phiếu. Indonesia thay thế Nhật Bản từ 1/1/2007.

## Nhóm Tây Âu và những quốc gia khác
Nhóm Tây Âu và những quốc gia khác gồm 2 ứng viên dành 2 ghế, Bỉ và Ý được bầu với số phiếu lần lượt là 186 và 180.

## Nhóm Mỹ Latinh và Caribbean
Nhóm Mỹ Latinh và Caribbean gồm 2 ứng viên để giành một ghế. Venezuela và Guatemala là 2 ứng viên của nhóm, nhưng sau 47 vòng bỏ phiếu, hai bên đồng ý rút lui để bầu cho Panama.